# João Pedro da Veiga Filho
João Pedro da Veiga Filho (Campanha, Minas Gerais. 18 de Maio de 1862 — São Paulo, 9 de Março de 1909) foi advogado, professor. e político.

## Obras
- 1895 - Caminhos de ferro em São Paulo
- 1896 - Monografia sobre tarifas aduaneiras
- 1897 - Reparação dos erros judiciários
- 1898 - Economia e finanças
- 1899 - Monografia sobre o convenio financeiro do Brasil
- 1901 - Escola de Commercio de S. Paulo
- 1902 - Iniciativa da despesa publica e sua fiscalização
- 1903 - Patrimônio Fiscal da União e Estados
- 1904 - Parecer: sobre os projetos de criação de uma Universidade no Rio de Janeiro
- 1905 - Reformas e projetos monetários no Brasil
- 1906 - Warrants agrícolas (armazéns gerais)
- 1907 - Lição inaugural e teses gerais de Filosofia do Direito, pela lente catedrático – Dr. João Pedro da Veiga Filho, em 29 de maio de 1908
- 1909 - Questões econômicas: a Hulha Branca em São Paulo

## Homenagens
No bairro de Santa Cecília, em São Paulo, Capital, a rua Doutor Veiga Filho, homenageia o ilustre professor de Finanças e Contabilidade Pública da Academia de Direito.